# Lambert (Missouri)
Pour les articles homonymes, voir Lambert.
Lambert est un village inactif situé au centre du comté de Scott, dans le Missouri, aux États-Unis,. Il est incorporé en 1905.

## Démographie
Lors du recensement de 2010, le village comptait une population de 49 habitants. Elle est estimée, en 2016, à 34 habitants.

### Source de la traduction
- (en) Cet article est partiellement ou en totalité issu de l’article de Wikipédia en anglais intitulé « Lambert, Missouri » (voir la liste des auteurs).